# 科伦坡皇家学院
科伦坡皇家学院（英語：Royal College, Colombo） 是一所位于斯里兰卡科伦坡的寄宿制学校。

## 历史
1835年在斯里兰卡科伦坡建立。是斯里兰卡第一所公立学校，包括小学和中学。隶属于斯里兰卡教育部，被誉为斯里兰卡的伊顿公学。

## 画廊

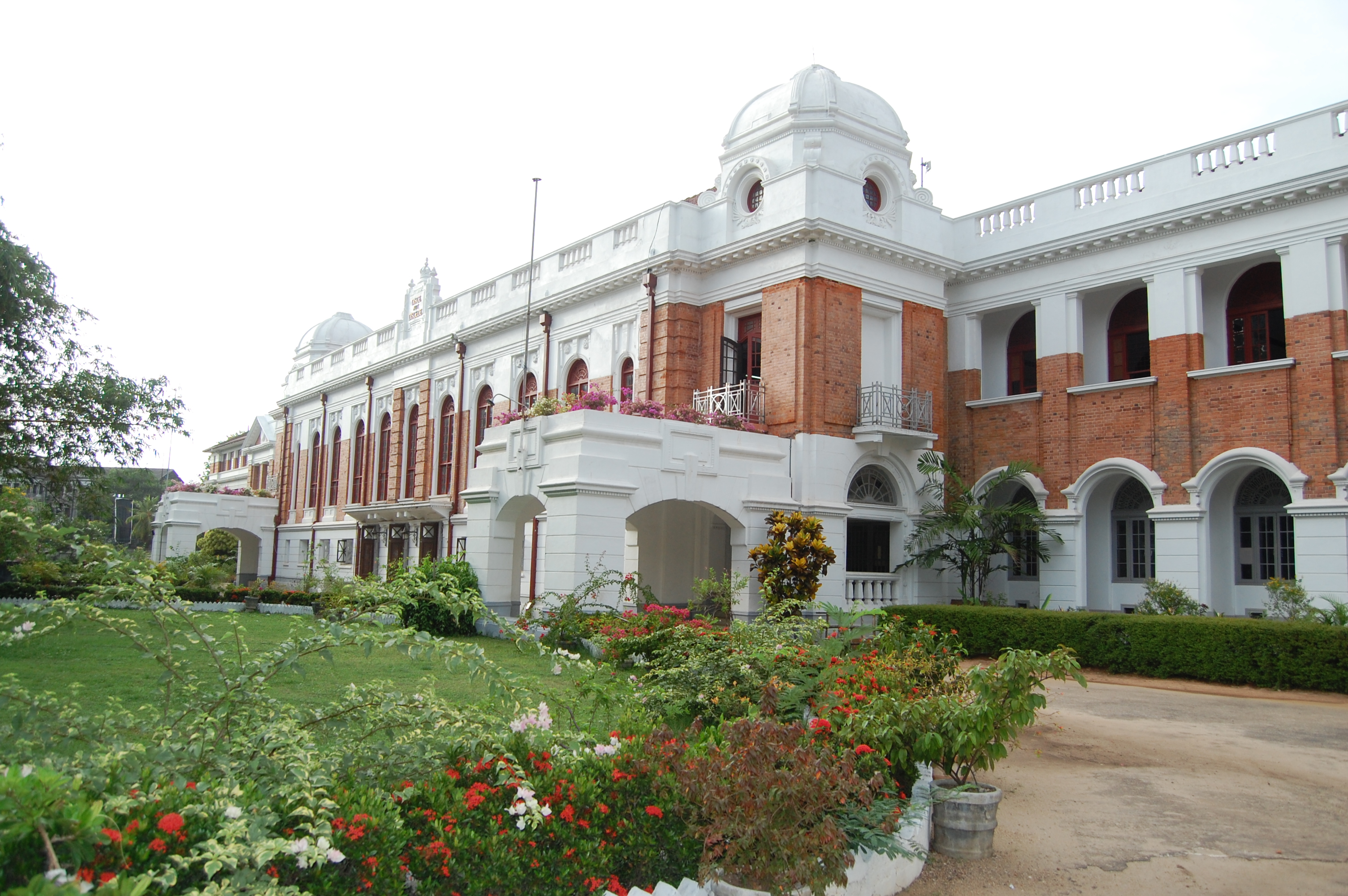
主楼
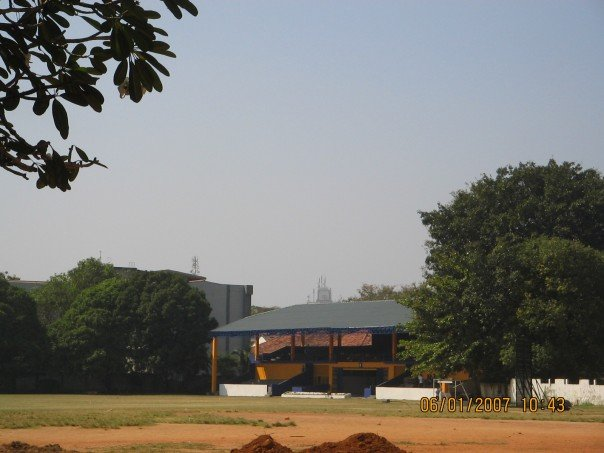
网球场
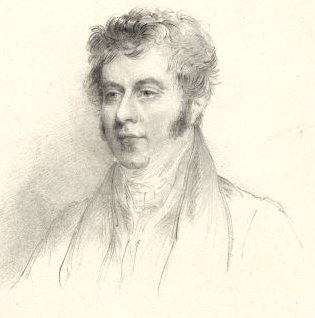
创始校长
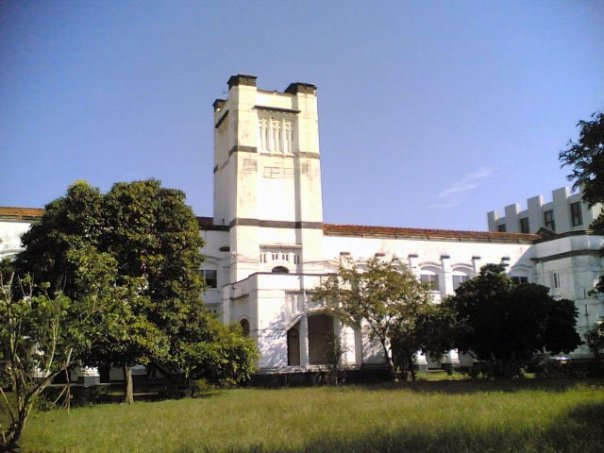
旧大楼，现属于科伦坡大学
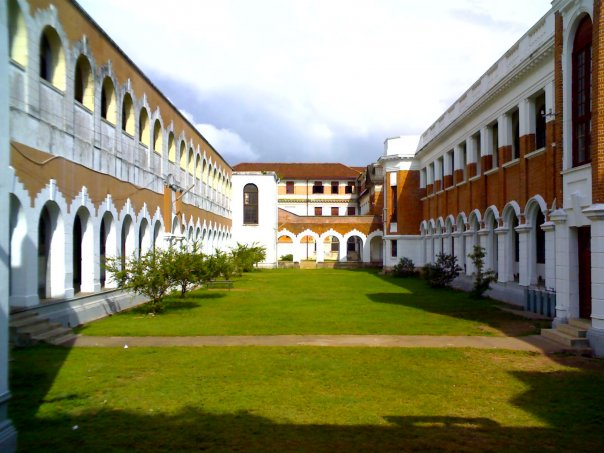
校园
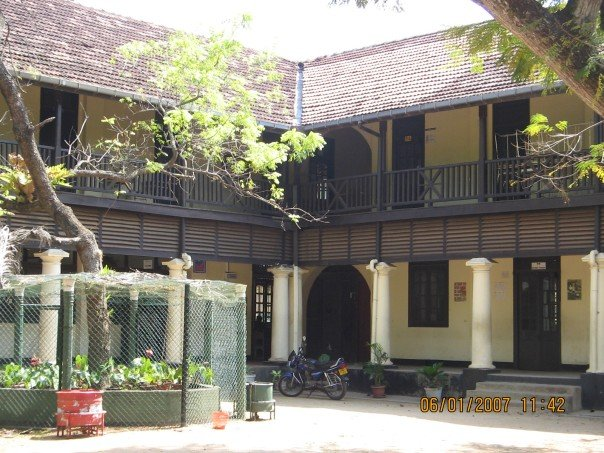
校园
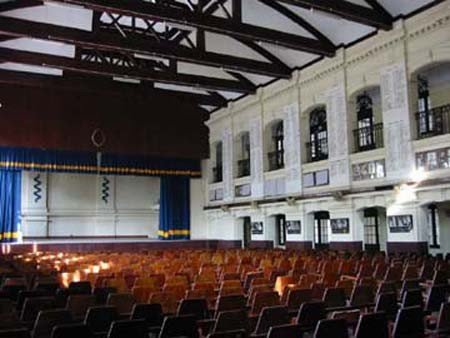
大礼堂内部

## 杰出校友
曾培养过斯里兰卡多为政治人物，包括现任斯里兰卡总统拉尼尔·维克勒马辛哈。

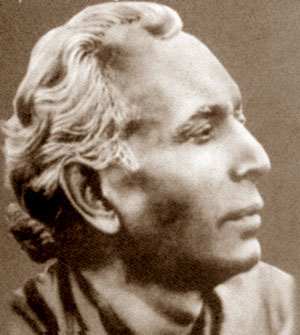
阿那伽里迦·达摩波罗
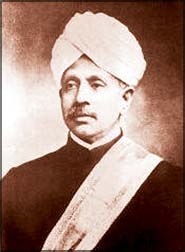
庞南巴拉姆·阿鲁纳恰拉姆
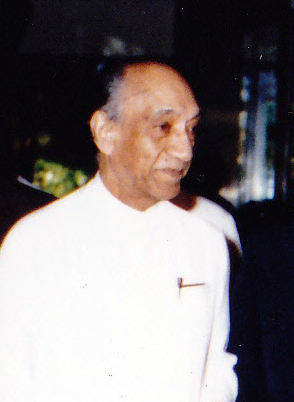
朱尼厄斯·理查德·贾亚瓦尔德纳
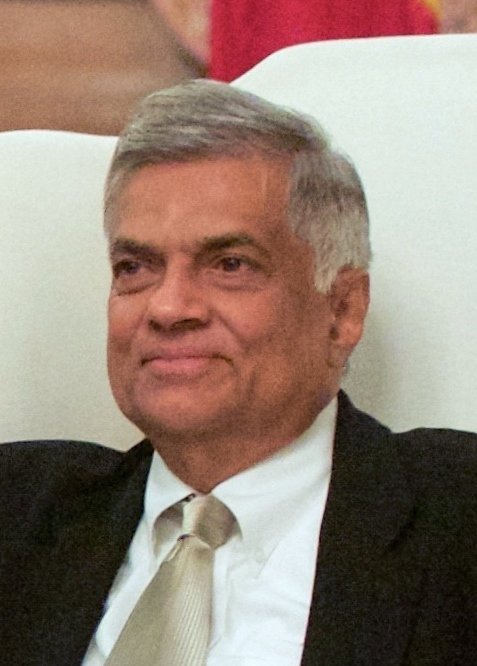
拉尼尔·维克拉马辛哈

## 延伸阅读
- Perera, S. S., History of Royal College
- Fernando, M. L., History of Royal College – 1985 to 2010 （页面存档备份，存于）
- Seneviratne, D. L., The Royal College "School of our Fathers" (Colombo, Lake House)
- The History of Royal College: formerly called the Colombo Academy ( written by the Students of Royal College) (Colombo, H. W. Cave & Co.) 1932
- The History of Royal College (written by the Students of Royal College) 2nd Edition, (Colombo: Vijitha Yapa Publications) 2019
- Corporate Social Responsibility:  （页面存档备份，存于）